# レンタルレイアウト
レンタルレイアウトとは、鉄道模型のレイアウト (運転施設) を提供するサービス、またはこれにより提供されるレイアウトを指す。貸しレイアウトと呼ばれることもある。

## 概要
かつては鉄道模型販売店において来店客に店舗内のレイアウトを提供するものが多かったが、近年はレイアウトの提供を主体とするものも存在する。
利用にあたっては利用者が走行させる車両を持ち込むもの・店舗で車両を貸し出しているもの・これらの両方に対応しているものに分かれる。
提供されるレイアウトの情景は本格的に作り込んだものもあれば、線路を敷いただけの簡単なものなど様々である。

## 営業形態
営業形態としては、以下のようなものがある。いずれの場合でも個人では設置が難しいほどの大型レイアウトが一般的である。
- 鉄道模型販売店が販売促進もしくはサービスの一環として設置するもの。
- 愛好者個人または団体が設置したものを一般にも開放するもの。
- 複合カフェのサービスのひとつとして設置するもの。
- レイアウトの提供を主体とするもの。

## ギャラリー

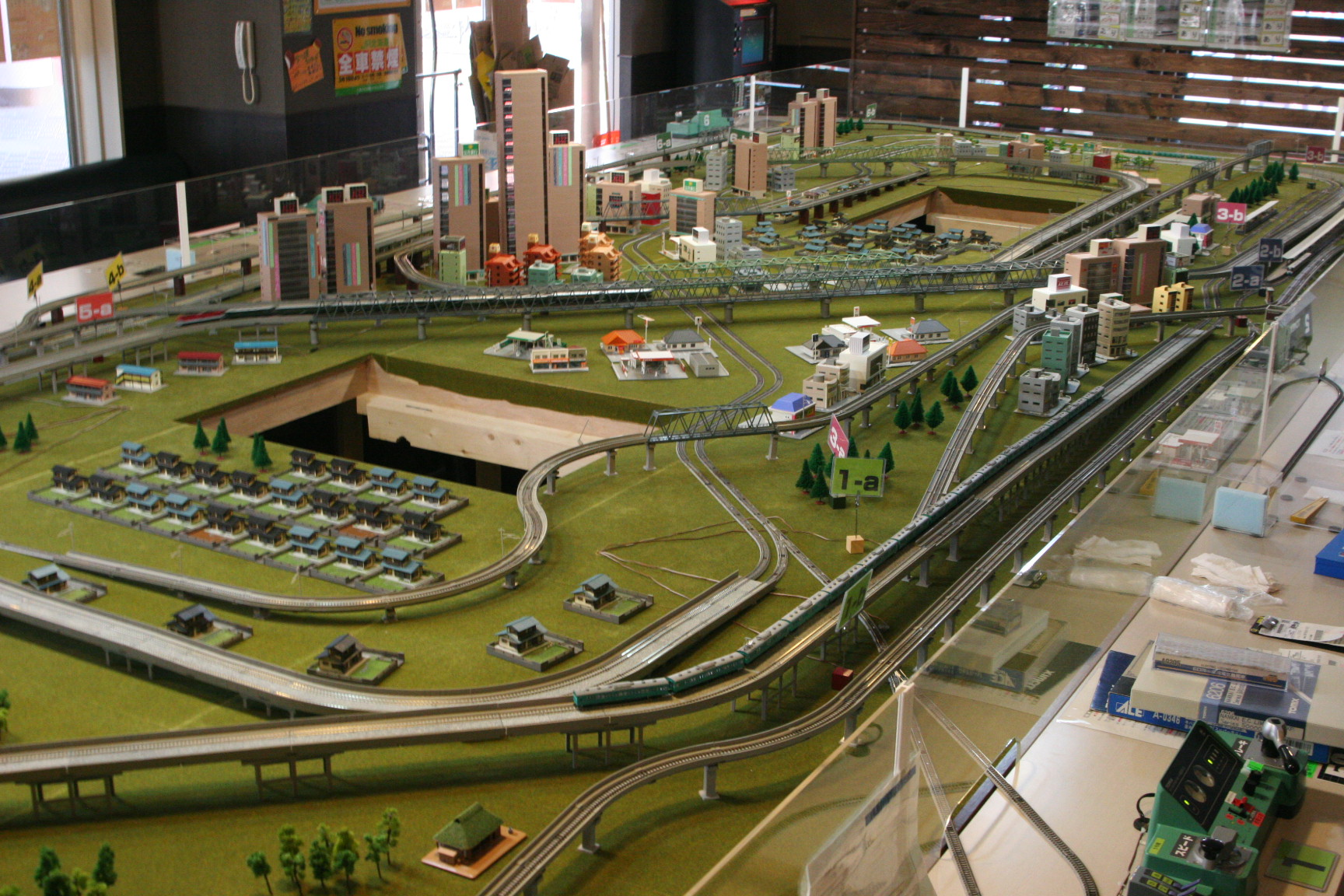
複合カフェに設置されたレンタルレイアウト
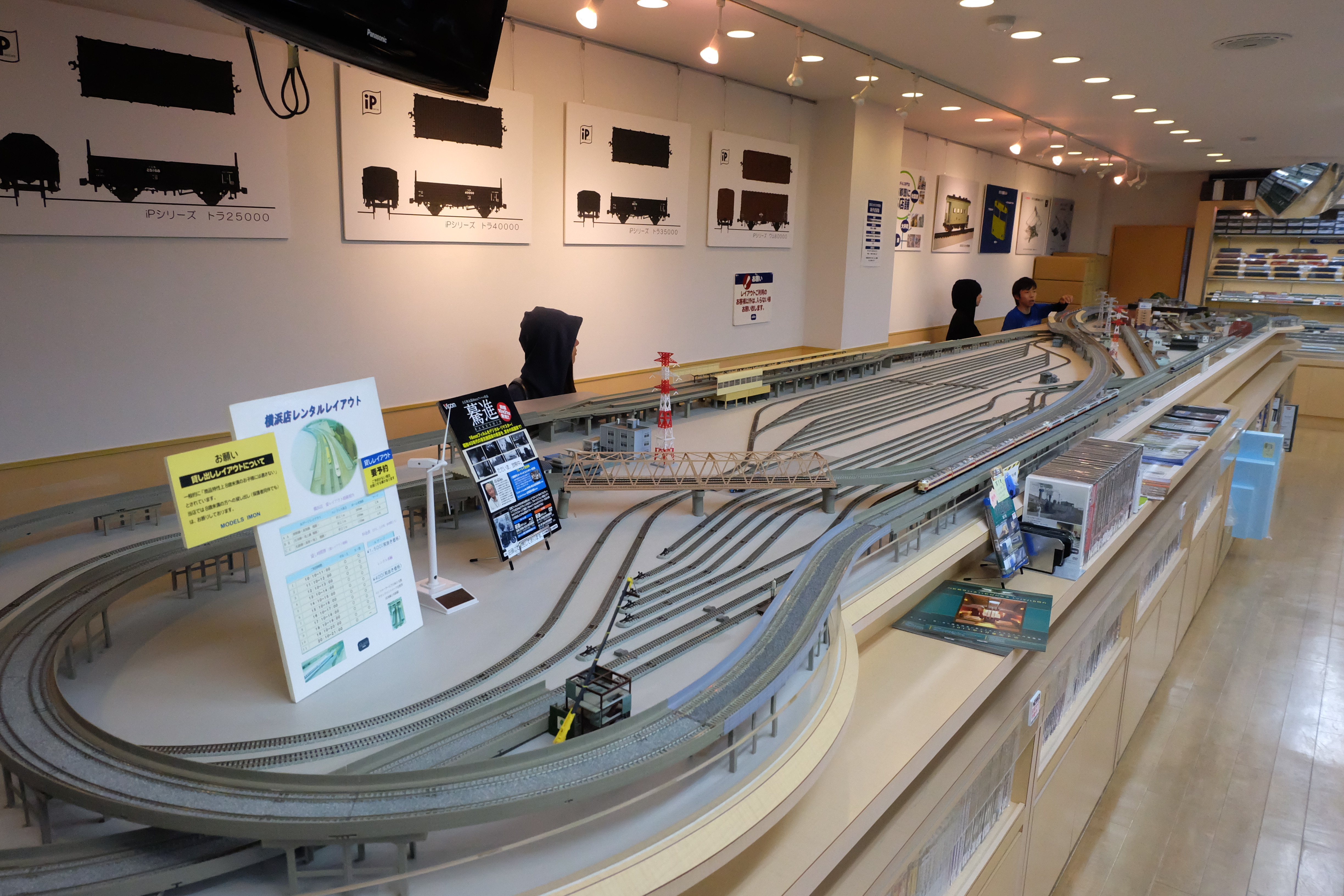
Models IMON横浜店のレンタルレイアウト
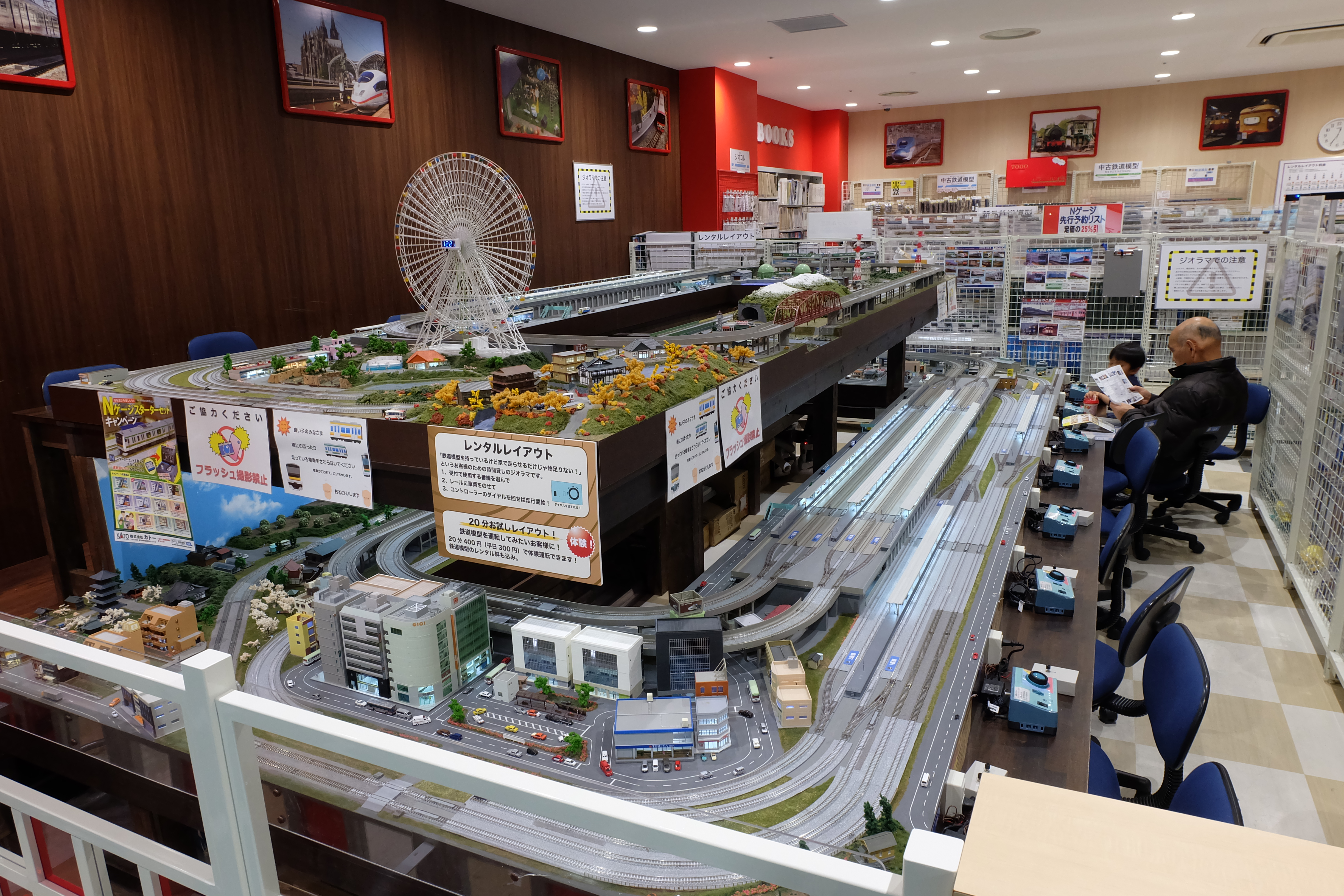
ポポンデッタ川崎アゼリア店のレンタルレイアウト
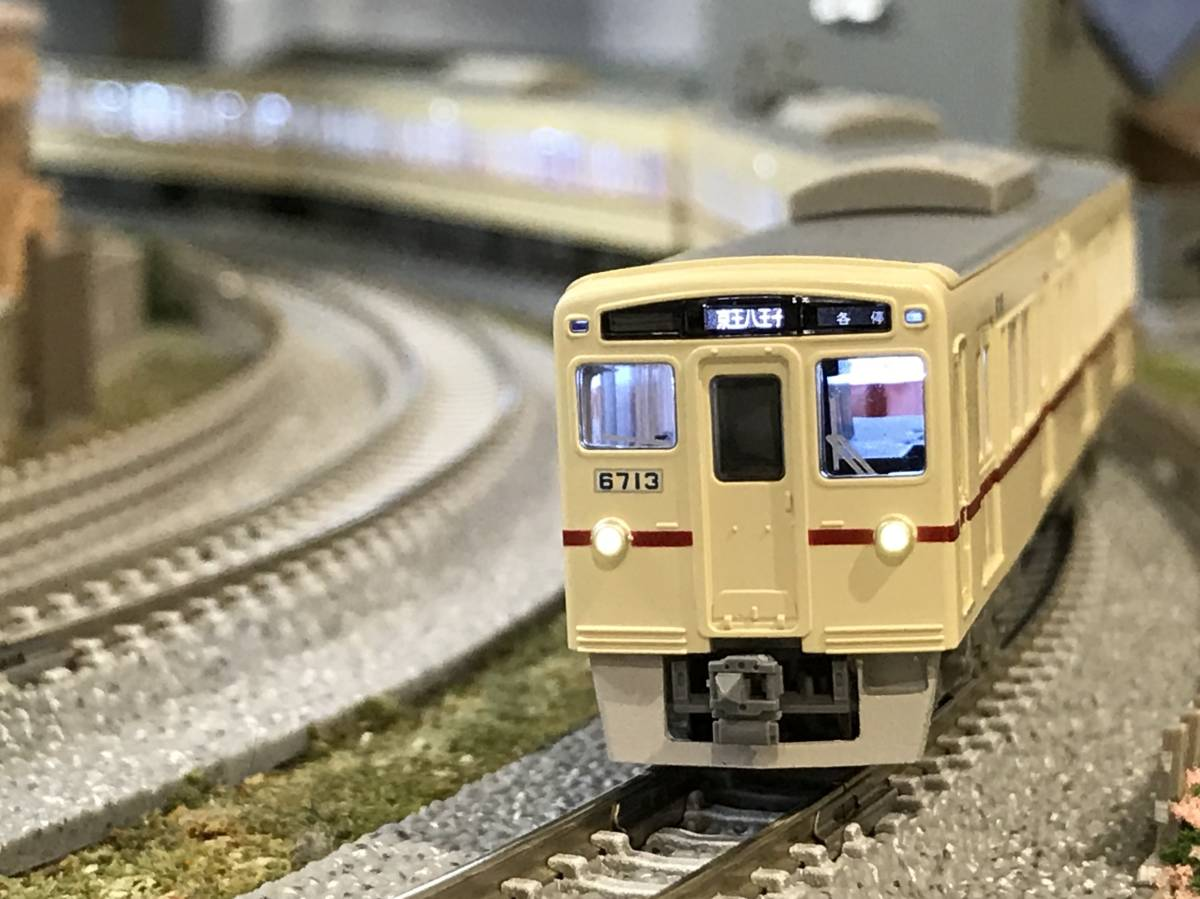
レンタルレイアウトを走行するNゲージの例。走っているのは京王電鉄6000系（マイクロエース製）